# Crkva sv. Neđelje u Baru
Crkva sv. Neđelje je pravoslavni hram na vrhu brda u naselju Rap, Bar, Crna Gora. Pripada Mitropoliji crnogorsko-primorskoj Srpske pravoslavne crkve. 

## Povijest
Crkva je manjih dimenzija, a oko crkve je pravoslavno groblje. Posvećena je svetoj velikomučenici Nedjelji, a u lokalnom govoru se kaže Neđelja. Obitelj Ratković iz Sustaša (selo je dobilo ime po sv. Anastaziji, kao i Zadarska katedrala) kod Bara je tridesetih godina 20. stoljeća u Splitu kupila zvono za ovu crkvu, a ono je 2019. godine ukradeno. Na zvonu je postojao natpis o dobrotvorima, a bilo je teško između 30 i 50 kg. Potomci iste obitelji su 2019. kupili novo zvono za istu crkvu. Krađu zvona s vjerskih objekata u barskoj općini ne pamte ni najstariji žitelji (ukradena su još zvona s dvije katoličke crkve i još jedne pravoslavne), a lopovi su bili narkomani. Crkva je u velikom zemljotresu 1979. godine oštećena, a zatim i obnovljena. Liturgije se služe rijetko, par puta godišnje, a svakako na dan svete velikomučenice Nedjelje, 20. srpnja.